# セルカン・イルマッツ
セルカン・イルマッツ（本名: セルカン・ユルマズ Serkan Yılmaz、男性、1975年5月21日 - ）は、トルコのキックボクサー。クルシェヒル県クルシェヒル出身。チーム・ソラック所属。日本でのキャッチコピーは「トルコの鳥人」。
10歳からテコンドーを始め、ムエタイ、中国拳法などを学んだ後、キックボクシングに落ち着く。祖国トルコでは「アマチュア戦150戦150勝」という戦績を残す。
バックスピンキック（後ろ横蹴り）を得意とする。他のキックボクサーの回し蹴りと比べても、スピードが早く、モーションも非常に美しく、肝心である威力も高い（魔裟斗と対戦した際、バックスピンキックを胸に当て、コーナーまで吹き飛ばした）。
一方ハードパンチャーでもあり、パンチでKO勝利もしている。

## 人物
- かなりの親日家であり、K-1にサムライに扮したコスチュームで登場した。

## 戦績

### キックボクシング
| 勝敗 | 対戦相手                 | 試合結果                   | 大会名                                                             | 開催年月日    |
| ×    | 緒形健一                 | 延長R終了 判定0-3          | SHOOT BOXING 2005 GROUND ZERO FUKUOKA                              | 2005年1月23日 |
| ×    | シン・ノッパデッソーン   | 3R終了 判定0-3             | 新日本キックボクシング協会「TITANS 1st」                           | 2004年11月6日 |
| ×    | ドゥエイン・ラドウィック | 3R終了 判定0-3             | K-1 WORLD MAX 2004 〜世界一決定トーナメント〜 【リザーブファイト】 | 2004年7月7日  |
| ×    | 魔裟斗                   | 3R終了 判定0-3             | K-1 WORLD MAX 2004 〜世界一決定トーナメント開幕戦〜 【1回戦】      | 2004年4月7日  |
| ×    | 小比類巻貴之             | 3R終了 判定0-3             | K-1 WORLD MAX 2004 〜日本代表決定トーナメント〜 【決勝】           | 2004年2月24日 |
| ○    | TOMO                     | 1R 2:13 KO（右ストレート） | K-1 WORLD MAX 2004 〜日本代表決定トーナメント〜 【準決勝】         | 2004年2月24日 |
| ○    | 安廣一哉                 | 2R 1:33 KO（右ストレート） | K-1 WORLD MAX 2004 〜日本代表決定トーナメント〜 【1回戦】          | 2004年2月24日 |
| ×    | マイク・コープ           | 3R終了 判定1-2             | K-1 WORLD GP 2003 in MELBOURNE                                     | 2003年7月27日 |
| ○    | 大野崇                   | 3R終了 判定3-0             | K-1 WORLD MAX 2003 〜世界一決定トーナメント〜                      | 2003年7月5日  |

### 総合格闘技
| 総合格闘技 戦績 | 総合格闘技 戦績 | 総合格闘技 戦績 | 総合格闘技 戦績 | 総合格闘技 戦績 | 総合格闘技 戦績 | 総合格闘技 戦績 |
| --------------- | --------------- | --------------- | --------------- | --------------- | --------------- | --------------- |
| 1 試合          | (T)KO           | 一本            | 判定            | その他          | 引き分け        | 無効試合        |
| 0 勝            | 0               | 0               | 0               | 0               | 0               | 0               |
| 1 敗            | 0               | 1               | 0               | 0               | 0               | 0               |

| 勝敗 | 対戦相手 | 試合結果                 | 大会名                                          | 開催年月日    |
| ×    | 宇野薫   | 1R 1:50 腕ひしぎ十字固め | K-1 WORLD MAX 2005 〜日本代表決定トーナメント〜 | 2005年2月23日 |